# Gnathostrangalia simianshana
Gnathostrangalia simianshana là một loài bọ cánh cứng trong họ Cerambycidae.